# Hermann Middendorf
Hermann Middendorf (geboren am 4. November 1897 in Göttingen; gestorben am 27. November 1981 in Mettmann) war ein deutscher Landrat des Landkreises Bernkastel (1933–1945) und des Landkreises Wittlich (1940–1942).

## Leben
Der Katholik Hermann Middendorf war der Sohn des Landgerichtsrats Heinrich Middendorf und dessen Ehefrau Klara Middendorf, geborene Kerkhoff. Zunächst auf Privatschulen unterrichtet, besuchte Middendorf anschließend das Humanistische Gymnasium in seiner Heimatstadt Göttingen, bevor er in der Mitte des Ersten Weltkriegs 1916 in Duderstadt die Reifeprüfung ablegte. Nachfolgend nahm er 1917 ein Studium der Rechts- und Staatswissenschaften an der Universität in Göttingen auf, das er 1923 abschloss. Mit Ablegung des ersten Staatsexamen und bei Eintritt in den Preußischen Verwaltungsdienst 1923 zum Regierungsreferendar ernannt, folgte am 13. Juli 1928 die große Staatsprüfung und in deren Nachgang die Ernennung zum Regierungsassessor. Eine erste Beschäftigung fand er im Weiteren als Hilfsarbeiter bei dem Landratsamt des Landkreises Kreuznach bzw. ab dem 1. März 1930 in Mettmann, bei der dortigen Kreisverwaltung des Kreises Düsseldorf-Mettmann.
Nach der Machtergreifung durch die Nationalsozialisten wurde die Landratsstelle in Bernkastel vakant, infolge der Versetzung in den Ruhestand am 5. Juli 1933 des bisherigen Amtsinhabers Friedrich Gorius. Zunächst am 22. August 1933 im Wege der vertretungsweisen Verwaltung, schließlich aber auch im Dezember desselben Jahres durch Ernennung zum kommissarischen Landrat und am 18. Januar 1934 mit definitiver Bestallung und rückwirkend zum 1. Januar wurde Middendorf die Leitung in Bernkastel übertragen. Nach der Abberufung zum Kriegsdienst (21. Juli 1940) seines Wittlicher Amtskollegen Günther Kraaz nahm er bis zur Übergabe als Aloys Castenholz (26. März 1942) auch im Wege der Vertretung die Verwaltung dieses Landkreises.
Mit dem Zusammenbruch der Verwaltung im Deutschen Reich und der Besetzung des Kreisgebiets durch Alliierte Truppenverbände 1945 entlassen, fand Middendorf 1948 bis 1949 als Angestellter eine Beschäftigung bei der Regierung in Trier, war dann aber von 1949 bis 1950 zunächst ohne Amt, bevor er 1950 erneut als Regierungsangestellter in Trier antrat. Dort erhielt er 1951 auch seine Ernennung zum Regierungsrat, 1952 ebensolche zum Oberregierungsrat und 1954 auch noch zum Regierungsdirektor. Zum 31. Mai 1959 trat er dort in den Ruhestand.
Hermann Middendorf war seit 1933 mit Gerda Woisin verheiratet, der Tochter des Gymnasialprofessors Johannes Woisin und dessen Ehefrau Anna Woisin, geborene Ehmsen.